# Bennebroek
Bennebroek là một đô thị của Hà Lan. Bennebroek thuộc tỉnh Noord-Holland ở nửa phía bắc Hà Lan. Bennebroek có diện tích km2, dân số năm 2010 là người.